# Marilyn Quayle

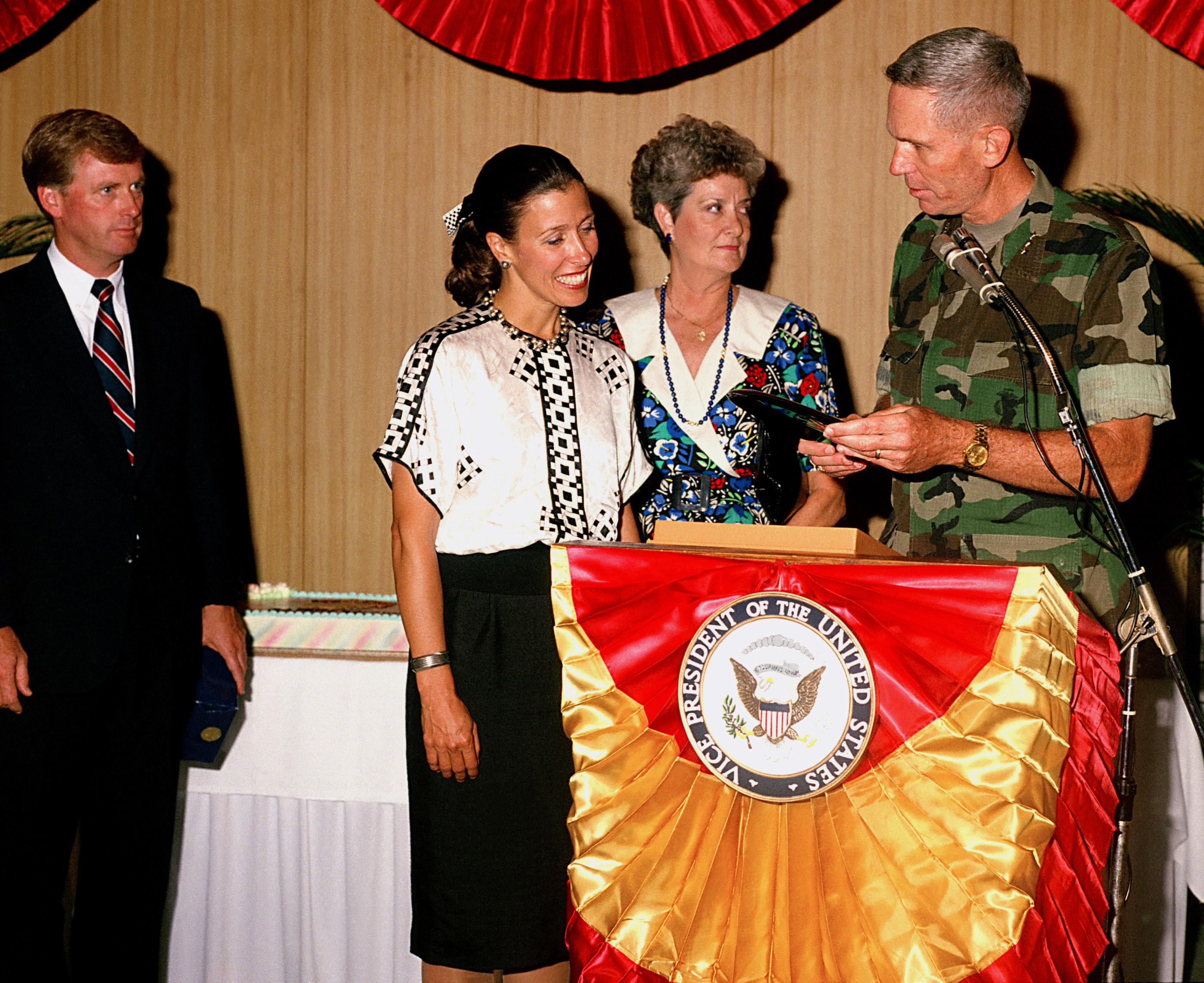
Il vicepresidente Dan e la moglie Marilyn Quayle, accettano un regalo dal tenente generale Norman H. Smith, 26 settembre 1989.

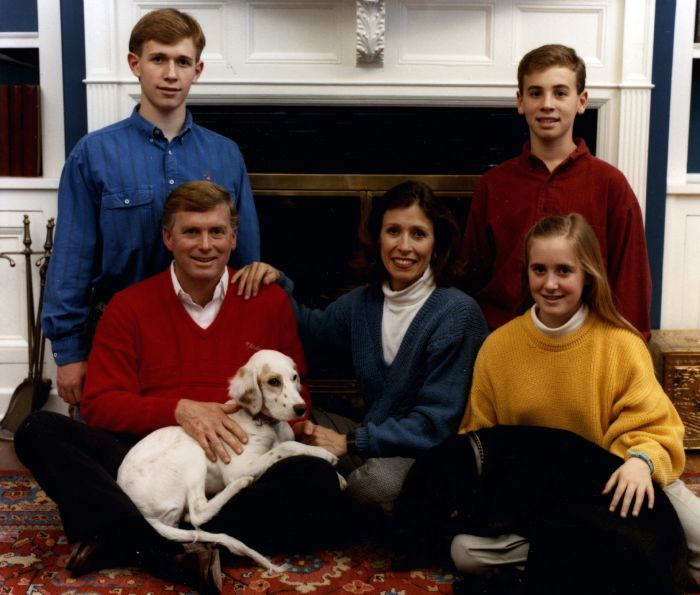
Marilyn Quayle con la sua famiglia (1990).

Marylin Tucker Quayle (Indianapolis, 29 luglio 1949) è un avvocato e romanziera statunitense.

## Biografia
Marilyn Tucker è nata nella zona Meridian-Kessler di Indianapolis, nell'Indiana, da Mary Alice (nata Craig, deceduta nel 1975) e Warren Samuel Tucker (deceduto nel 2004). Quarta di sei figli, ha tre sorelle (Nancy, Sally e Janet) e due fratelli (James e William). I suoi genitori erano entrambi medici. Suo nonno materno è nato a Maybole, in Scozia. Ha avuto una rigida educazione cristiana. I Tucker erano ammiratori di lunga data del colonnello Robert B. Thieme, Jr., fondatore ed ex pastore della Berachah Church di Houston. Anni dopo, quando l'attenzione dei media si è concentrata sulle credenze religiose della sua famiglia, Marilyn Quayle ha dichiarato in un'intervista alla NBC: "Sono cresciuta con mia madre che ascoltava i nastri (di Thieme). ... Non l'ho mai ascoltato su questioni sociali. Non so nemmeno che abbia sposato nessuno. "Lei difende i suoi insegnamenti biblici."
Ha frequentato la Broad Ripple High School e ha conseguito un BA in Scienze politiche presso l'Università Purdue. Mentre andava al college, ha prestato servizio come pompon e tesoriere per la sua classe di matricola. Ha poi frequentato la scuola di legge la sera e ha conseguito un dottorato in giurisprudenza presso la Robert H. McKinney School of Law dell'Indiana University - Purdue University Indianapolis. Lì incontrò Dan Quayle, figlio di un editore di giornali. I due avevano il compito di lavorare insieme su una bozza della legge sulla pena di morte dell'Indiana. Furono sposati dal preside della loro scuola di legge poche settimane dopo, il 18 novembre 1972. Nel 1974, entrambi superarono l'esame di avvocato; aveva dato alla luce il loro primo figlio pochi giorni prima dell'esame.